# Никитина, Елизавета Вячеславовна
Елизавета Вячеславовна Никитина (родилась 18 сентября 1997 года) — российская футболистка (игрок в мини-футбол), универсал.

## Спортивная карьера
Ранее выступала за санкт-петербургский мини-футбольный клуб «Аврора». С 2022 года игрок питерского «Кристалла», капитан команды. С клубом в 2024 году заняла 3-е место на турнире Copa Mundo do futsal в бразильском городе Каскавел (сыграла 5 матчей, забила два гола).
30 мая 2025 года стало известно, что Елизавета Никитина не будет продлевать контракт с «Кристаллом» и покинет клуб после окончания сезона 2024/2025. Последний матч в сезоне 2024/2025 сыграла 20 апреля против «Норманочки» (победа 3:0). Всего за три года провела 61 матч в чемпионатах России, забив 28 голов. Чемпионка России 2025 года.
За сборную России по мини-футболу сыграла 67 матчей и забила 12 голов. Дебютировала 18 ноября 2013 года в товарищеском матче против Ирана. Участница двух экспериментальных чемпионатов мира 2014 и 2015 годов. Бронзовый призёр чемпионата Европы 2019 года. 